# Hugo Girard
Pour les articles homonymes, voir Girard.
Hugo Girard, né le 20 décembre 1971 à Sainte-Anne-de-Portneuf, est un homme fort canadien.

## Biographie
Hugo Girard est un natif de Portneuf-sur-Mer sur la Côte-Nord au Québec. Il a commencé à s’entraîner à l'âge de cinq ans. À douze ans, il était déjà déterminé à devenir l'homme le plus fort du monde. Un exploit qu'il réalisa en 2002 en remportant le titre de champion du monde de la SuperSérie IFSA .
Finaliste à la compétition The World's Strongest Man (L'Homme le plus fort au monde) de 1998 à 2003, il fut le champion canadien de son sport de 1999 à 2004 et le champion nord-américain en 2001 et 2002.
Hugo Girard a vécu à Gatineau pendant plusieurs années, ville où il exerçait le métier de policier.
Un de ses exploits les plus remarquables est d'avoir tiré en 1999 un Boeing 737 de 80 tonnes sur une distance de 100 pieds (30,5 mètres) en 43 secondes.
Il suit une longue tradition de dynamophilie au Canada francophone avec des noms comme Horace Barré, Hector Décarie, Victor Delamarre, les frères Baillargeon, Jos Montferrand et de Louis Cyr. Et dans une moindre mesure, le très populaire néo-montréalais surnommé Le Grand Antonio.
Girard a été mis en vedette dans plusieurs revues et journaux comme Le Monde du Muscle, Progrès-Dimanche, Le Droit, Le Journal de Montréal, La Presse, La revue de Gatineau, L'Actualité, Le Journal de Québec, Le Quotidien, La Dernière Heure, L'Express et Le Soleil.
Il fut impliqué activement pendant plusieurs années dans la fédération canadienne des athlètes de force et organisa des concours dont la Coupe du Québec, le Championnat canadien des athlètes de force et le Championnat nord-américain présenté au Festival de montgolfières de Gatineau.
Depuis quelques années, il réalise des publicités télévisuelles pour BMR et anime des émissions telles que Les Rénos d'Hugo, À vos Risques et Périls, BBQ non-stop et Les rois du Drag. Depuis 2023, il est également porte-parole du groupe de concessionnaires automobile Groupe Olivier.
Hugo Girard est propriétaire du Progym St-Jean et conférencier.

## Titres
- Homme le plus fort du Canada de 1999 à 2004 ;
- Homme le plus fort de l'Amérique du Nord 2000-2001 ;
- Vainqueur du World Muscle Power 1999-2000 (Écosse) ;
- Vainqueur du World Muscle Power 2002-2003-2004 (Canada);
- Champion du monde IFSA Super Séries 2002.

## Records

### Mondiaux
- Crucifix (275 livres/main)
- Essieu d'Apollon (385 livres)
- Marche du fermier (385 livres/main)
- Soulevé de l'arbre (24 soulevés)
- Soulevé du billot (410 livres)
- Soulevé viking (350 livres - 21 répétitions)
- Tiré d'avion (80 tonnes, 30,48 mètres, 43 secondes)
- Haltères (220 livres - 29 répétitions)

### Canadiens
- Bascule du pneu (880 livres - 100 pieds - 76 secondes)
- Marche du fermier (265 livres/main - 280 pieds)
- Pierres d'Atlas (230, 265, 290, 330, 385 livres)
- Soulevé de la voiture (17 répétitions)
- Soulevé du billot incliné (240 livres - 20 répétitions)
- Tir du camion au harnais (38,000 livres - 100 pieds - 29,84 secondes)
- Tir du camion à la souque (22,000 livres - 100 pieds - 40 secondes

## Mensurations[2]
- Taille : 188 cm
- Biceps : 54 cm
- Cou : 53 cm
- Mollet : 54 cm
- Poitrine : 157 cm
- Quadriceps : 85 cm
- Tour de taille : 101 cm
- Poids : 150 kg

## Honneurs[2]
- Prix ambassadeur – Développement économique Canada (2003) ;
- Force et Honneur ;
- Ordre du mérite Louis-Cyr (2003) ;
- Grand citoyen de la ville de Gatineau (ordre de Gatineau 2006) ;
- Prix Jean-Boileau (2014).
- Prix meilleur élève de sa classe (école St-Mathieu 1978)
- Prix de meilleur vendeur de la région de Sherbrooke (Kia Ste-julie 1990)

## Citation
« Il faut changer la vision qu'on a des hommes forts. Athlètes de puissance capables d'un effort maximal de 90 secondes, d'un déploiement musculaire explosif plus polyvalent que celui d'un haltérophile, on défie la logique biomécanique humaine. » [réf. nécessaire]